# Johann Friedrich Lahmann

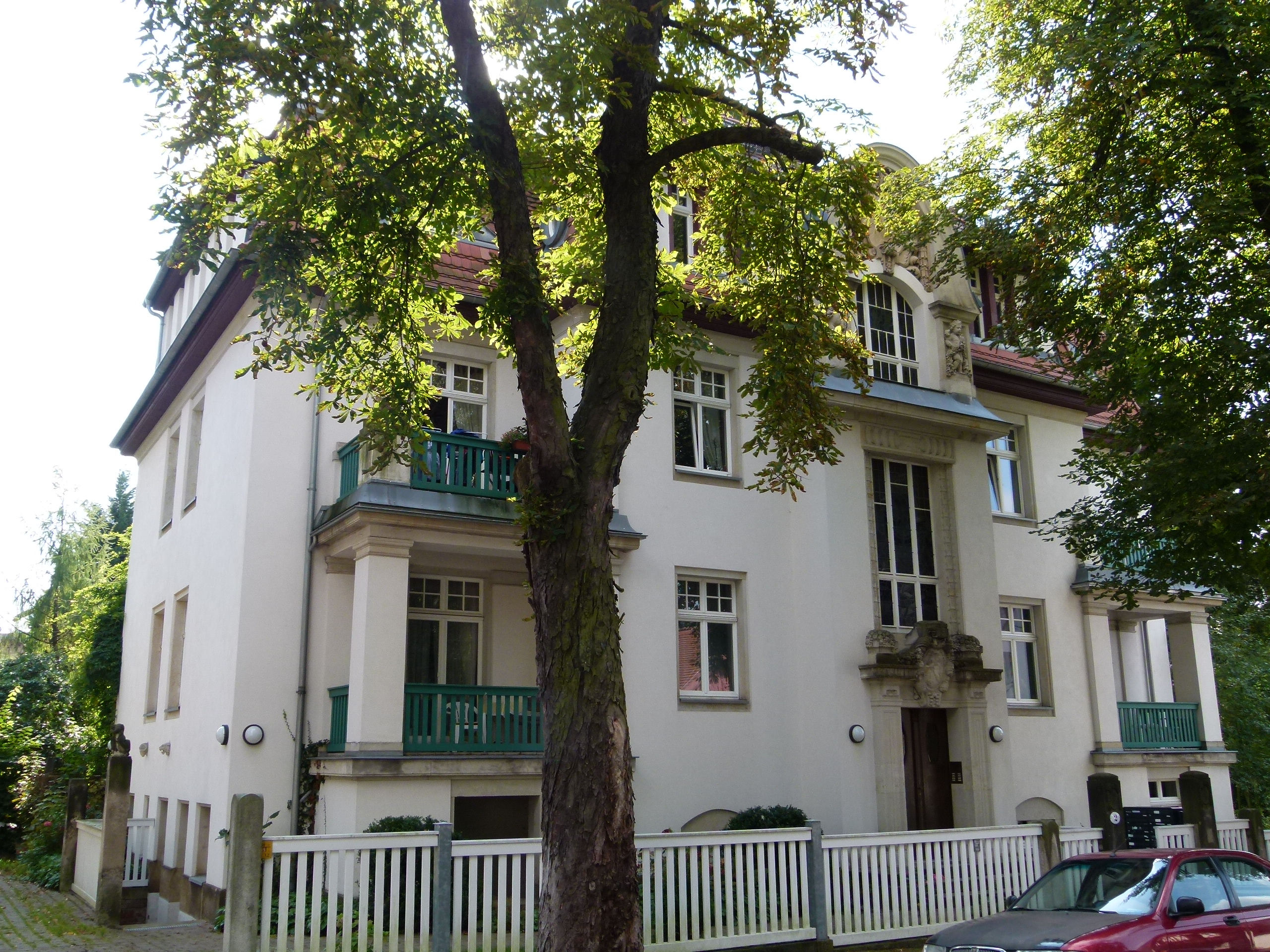
Im Dachgeschoss des Hauses Lahmannring 2 lebte Johann Friedrich Lahmann von 1906 an.

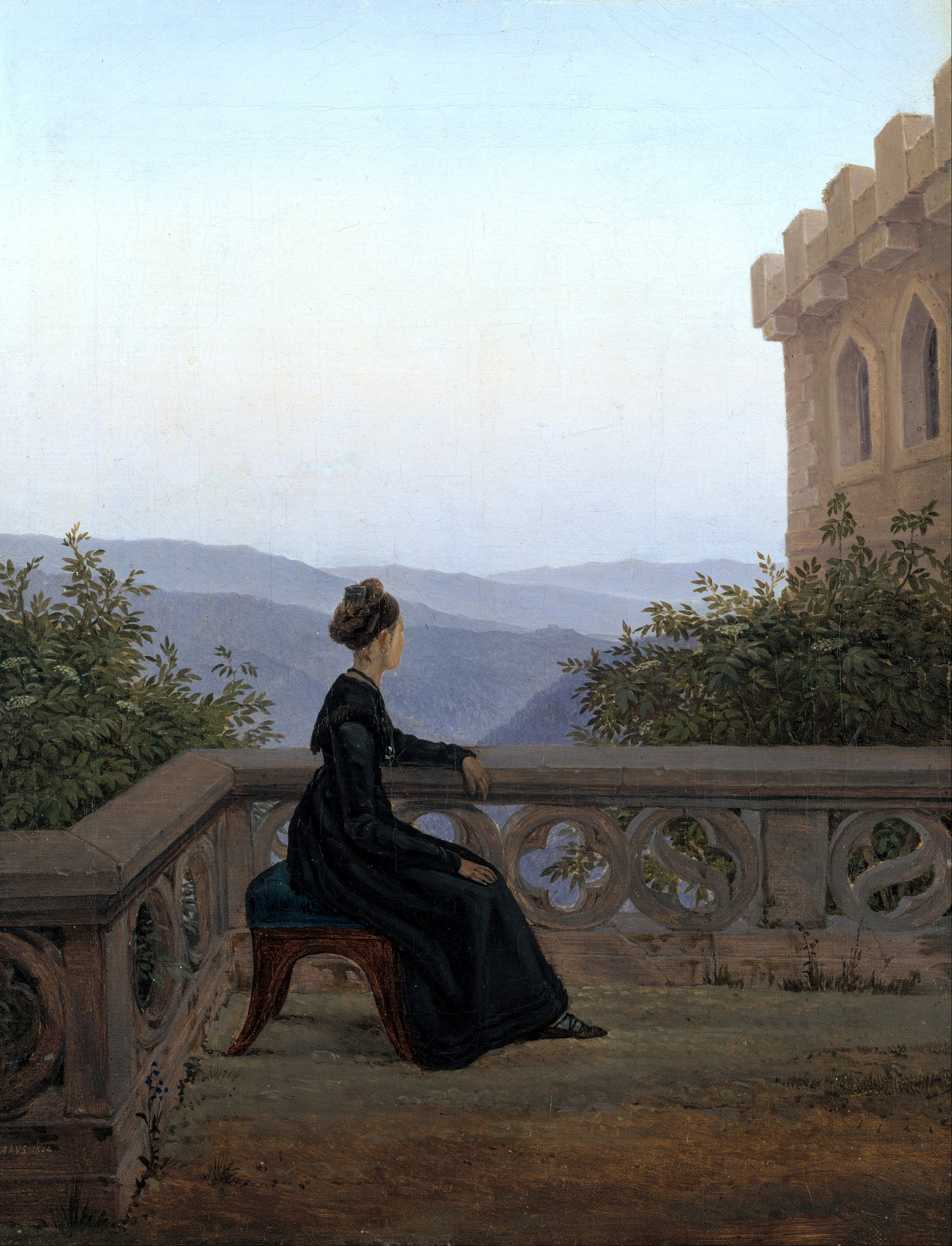
Carl Gustav Carus: Dame auf dem Söller
Dieses Gemälde schenkte Johann Friedrich Lahmann 1915 der Gemäldegalerie Dresden

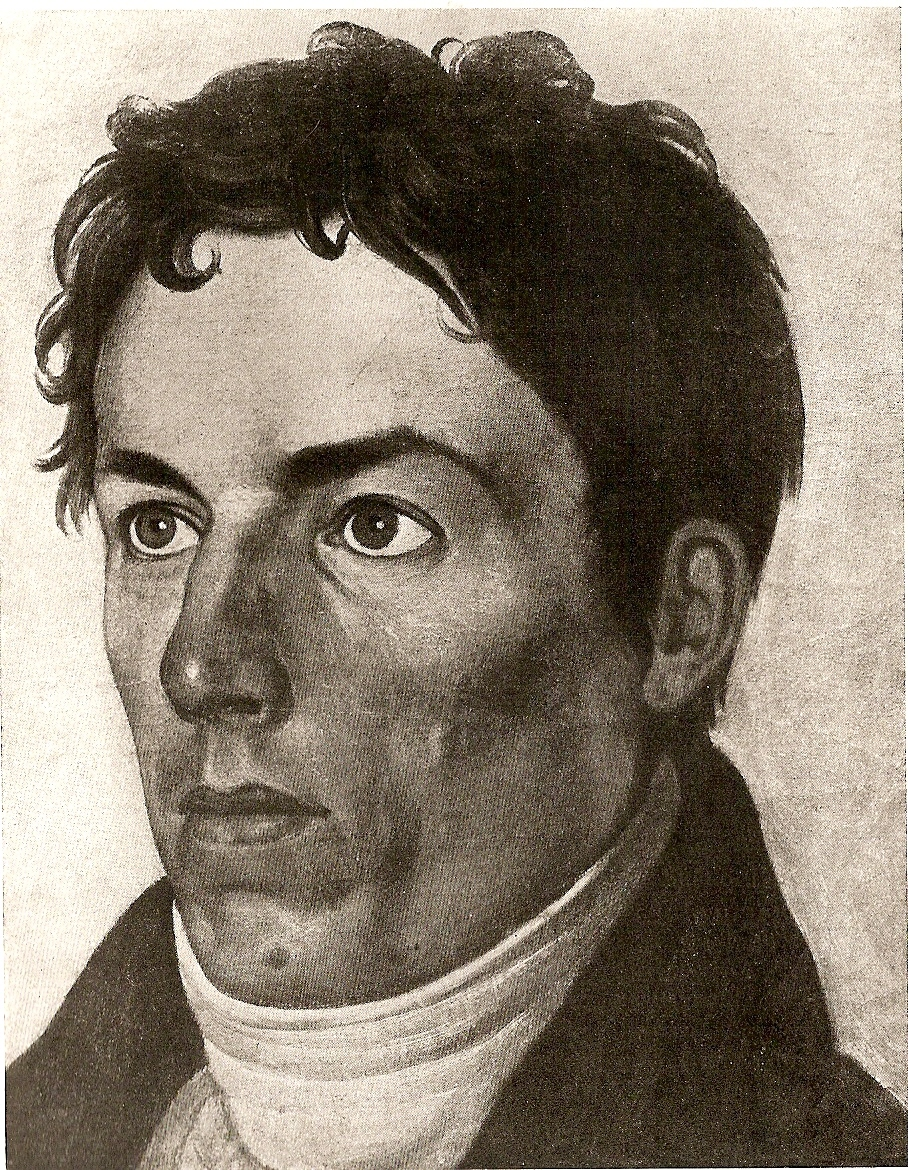
Friedrich Overbeck: Bildnis des Malers Joseph Wintergerst
Schenkung Lahmanns an die Kunsthalle Hamburg, nachdem Alfred Lichtwark sein besonderes Interesse bekundet hatte

Johann Friedrich Lahmann (* 30. Juni 1858 in Bremen; † 5. Juni 1937 in Dresden) war ein deutscher Kunstsammler und Mäzen, der bedeutende Teile seiner Sammlung sowohl der Kunsthalle Bremen als auch der Gemäldegalerie in Dresden schenkte. Er war in seiner Jugend daneben auch Schriftsteller, Dichter und Bühnenautor.

## Leben
Johann Friedrich Lahmann, der ältere Bruder des Arztes und Naturheilers Heinrich Lahmann (1860–1905), wurde 1858 als Sohn des selbständigen Reepschlägers und Mitglieds der Bremischen Bürgerschaft Albert Lahmann (1825–1897) und dessen Frau Elisabeth Lahmann geb. Erichs (1833–1919) in Bremen geboren. Die musische Atmosphäre des Elternhauses prägte ihn und er begann in seiner Jugend mit eigenen dichterischen Versuchen und Übungen in Gesangskunst. Nach dem Besuch des Gymnasiums und seinem Abitur 1879 in Bremen studierte er an der Universität Leipzig Jura. Bereits nach dem Ablegen des Referendarexamens endete allerdings seine Laufbahn als Jurist.
Zurück in Bremen räumte der Vater ihm widerstrebend finanzielle Mittel ein, um seinen schöngeistigen Interessen nachgehen zu können. Neben Veröffentlichungen von dichterischen Versuchen kam 1894 auch ein Bühnenwerk von ihm – „Genoveva“ – am Stadttheater Bremen zur Uraufführung. Vor allem entdeckte Lahmann in Bremen seine Leidenschaft, Kunstwerke zu sammeln. Seine durch den Vater gewährten finanziellen Freiräume und nach dessen Tod durch seinen Anteil an dessen Erbe materiell abgesichert, ermöglichten ihm, dieser umfassend nachzugehen. Seine vielseitigen Interessen und offenbar auch ein Gespür für Qualität führten dazu, dass er abseits von Zeitgeschmack und Kunstmarkt sammelte, was ihm gefiel. Er konzentrierte sich zwar auf Gemälde, dazu gehörten aber auch Grafiken, Kupferstiche, Lithographien und weitere Kunstwerke.
Im Jahr nach dem Tod seines Bruders Heinrich, 1906, kam Johann Friedrich Lahmann auf dem Weißen Hirsch (heute Dresdner Stadtteil) an, wo ihm die Familie seines verstorbenen Bruders ein freies Logis in einer ihr gehörenden Villen (damals: Ringstraße 6, heute: Lahmannring 2) und freie Kost gewährte. Somit konnte sich Lahmann endgültig frei von jeglichen materiellen Sorgen seiner Leidenschaft hingeben: In den drei Jahrzehnten in Dresden widmete er sich ausschließlich seiner Privatsammlung von Kunstwerken. Lahmann lebte einsam und völlig zurückgezogen, viele hielten den liebenswürdig-freundlichen Herrn, der oft vor sich hinzusingen pflegte, für ein Original. Was niemand bis zu seiner Ankunft auf dem Weißen Hirsch, 1906, wusste: Er war – schon von Bremen aus – „der“ herausragende Kenner der Dresdner Kunst des frühen 19. Jahrhunderts um Caspar David Friedrich (1774–1840), Johan Christian Clausen Dahl (1788–1857) sowie Ludwig Richter (1803–1884) geworden und erschloss als erster das Werk von Christian Friedrich Gille (1805–1899). Daneben sammelte er zahlreiche Werke, deren Bedeutung in der allgemeinen Kunstszene noch nicht einmal gesehen wurde, wie z. B. Kunstdrucke aus Japan.
Er verstarb als Einzelgänger, der er zeitlebens war, am 5. Juni 1937 in seiner Wohnung auf dem Weißen Hirsch. Testamentarisch ermächtigte er die Dresdner Galerie und das Kupferstichkabinett sowie die Kunsthalle Bremen, aus den Beständen alles für die Öffentlichkeit Wichtige und den Museen Erwünschte auszuwählen, wobei er zeitlebens bereits Schenkungen aus seinem Bestand an diese und weitere deutsche Museen übereignet hatte. Den Testamentsbestimmungen entsprechend, die auf diese Weise Erbstreitigkeiten vermeiden sollten, brachten die Erben danach den weitaus größten Bestand der Sammlung von Johann Friedrich Lahmann anschließend zur Versteigerung. 1427 Einzelposten an drei Tagen verzeichnete sie, die Ende April 1938 von dem Berliner Rudolph Lepke’s Kunst-Auctions-Haus durchgeführt wurde, wobei diese Auktion allerdings auch die Lahmannsche Sammlung weltweit verstreute.

## Sammler und Mäzen
Die Sammelleidenschaft Lahmanns blieb trotz seiner zurückgezogenen Lebensweise nicht verborgen. So ist bekannt, dass der damalige Direktor der Kunsthalle Hamburg, Alfred Lichtwark (1852–1914) auf seinen Reisen, die dem gezielten Ankauf von Kunstwerken für die Kunsthalle dienten, auch auf der Suche nach möglichen Erwerbungen von Werken aus der 1. Hälfte des 19. Jahrhunderts im Sommer 1909 Lahmann ausfindig machte und überrascht war von der hohen Qualität der Privatsammlung. Das Gemälde des Nazareners Friedrich Overbeck (1789–1869) Bildnis des Malers Joseph Wintergerst hatte es ihm hier neben einer Fülle von Werken von Caspar David Friedrich, Carl Gustav Carus und Christian Friedrich Gille besonders angetan. Lahmann schenkte dieses Bild zu einem späteren Zeitpunkt dann tatsächlich der Hamburger Kunsthalle für deren Nazarener-Sammlung.

### Malerei der Romantik
Weit vor der Jahrhundertausstellung deutscher Kunst 1906 in Berlin, auf der er mit Werken aus seiner Sammlung vertreten war (u. a. auch zwei Gemälde von Christian Friedrich Gille (1805–1899)), richtete er, noch in Bremen, seine Sammlertätigkeit auf die Malerei der Romantik, auf die Nazarener und die frühen Realisten aus. Dies verschaffte ihm auch einen Vorteil gegenüber anderen Sammlern, fiel dadurch sein Urteil hinsichtlich unbekannter Werke und Maler häufig objektiver aus, als es in die damalige Zeit passte.
Vermutlich durch das Wirken seines Bruders in Dresden fasste er bald auch die Kunst des frühen 19. Jahrhunderts ins Auge und wurde so zum Entdecker – ebenfalls noch von Bremen aus – des völlig vergessenen Christian Friedrich Gille, der in größter Armut verstorben war. So gingen auch große Teile von dessen Nachlass durch seine Hände, aus dem er mehrere Gemälde, Ölstudien und Skizzen im Laufe der Zeit erwarb. Der Kunsthistoriker Gerd Spitzer schätzt, dass etwa 400 Arbeiten Gilles durch seine Hände gegangen sein müssen, rechnet man alle Arbeiten ein, die er zu Lebzeiten oder durch Vermächtnis Museen schenkte oder die nach seinem Tod versteigert wurden.
Hans Posse (1879–1942), Direktor der Dresdner Gemäldegalerie, der wiederum erkannte, dass ausgerechnet Dresden, dem Hauptereignisort der Malerei der deutschen Romantik kaum die bedeutendsten Hauptvertreter vorweisen konnte, konnte nach einem ersten Schritt, einer Schenkung des Gemäldes Dame auf dem Söller von Carl Gustav Carus (1789–1869) von Johann Friedrich Lahmann an die Galerie im Jahr 1915 schließlich nach dem Ersten Weltkrieg weitere Schritte unternehmen: Ab 1920 zeigte die Galerie in einem eigenen „Lahmann-Kabinett“ 46 Werke von Friedrich, Dahl, Kersting und Gille, die Lahmann der Galerie als dauernde Leihgaben übergab. In diesem Zusammenhang war mit elf Gemälden Carus vertreten, dessen Werk auf diese Weise eine völlige Neubewertung erfuhr.
Posse berichtet über Lahmann:

„Jahrzehntelang hat er mit sicherem Verständnis und unermüdlich in seiner Sammelleidenschaft und ständig auf der Suche, in und außerhalb Dresdens, beim kleinsten Trödler und im unscheinbarsten Privathaus solchen Dingen nachgespürt, als nur ganz Wenige Liebe und Verstehen für diese anspruchslose feine Kunst hatten und eine Zeichnung von C.D. Friedrich gelegentlich noch fast umsonst zu haben war.“

### Weitere Sammelgebiete
Erst mit dem Lahmannschen Vermächtnis wurde offenbar, was die Privatsammlung enthielt: Das waren neben Gemälden Handzeichnungen, Grafiken aller Art, Kupferstiche, Radierungen, Lithographien, Holzschnitte und Japandrucke. Allein die Grafiksammlung Lahmanns wurde auf 15000 Blatt geschätzt. Darüber hinaus gehörten Möbel und Teppiche sowie europäisches und ostasiatisches Kunstgewerbe zur Lahmann-Sammlung.
Unter den Zeichnungen und Aquarellen befanden sich Arbeiten aus der 1. Hälfte des 19. Jahrhunderts mit dem Schwerpunkt Dresden und Sachsen, wie auch italienische, französische (u. a. Arbeiten von Honoré Daumier und Paul Gavarni) sowie deutsche Meister des 16., 17. und 18. Jahrhunderts; einige herausragende Arbeiten von Albrecht Dürer hatte Lahmann schon dem Städel in Frankfurt geschenkt. Im Nachlass befanden sich auch die ersten in Deutschland bekannt gewordenen japanischen Farbholzschnitte.

### Mäzenatentum
Erst durch einen Nachruf von Hans Posse wurde in der breiten Öffentlichkeit bekannt, welchen Rang Johann Friedrich Lahmann als Kunstsammler und Mäzen hatte:

„In seltener Großzügigkeit und vorbildlichem Gemeinsinn hat der bekannte Dresdner Kunstsammler Johann Friedrich Lahmann, ein Bruder des berühmten Arztes und Begründers des Sanatoriums Dr. Lahmann auf dem Weißen Hirsch, testamentarisch die Dresdner Galerie und das Kupferstichkabinett sowie die Kunsthalle seiner Vaterstadt Bremen ermächtigt, aus den reichen Beständen seines in fast 40jähriger Sammeltätigkeit zusammengebrachten Kunstbesitzes alles für die Öffentlichkeit Wichtige und den Museen Erwünschte auszuwählen. Der Gemäldegalerie sind mehr als 50 Bilder und Studien, dem Kupferstichkabinett fast 2000 Handzeichnungen und Aquarelle aus allen Jahrhunderten zugefallen.“

Posse bezeichnete dies als die bis dahin „größte und wertvollste [Stiftung], die den Dresdner Kunstsammlungen jemals zugefallen ist“. Auch die Kunsthalle Bremen würdigt noch heute den ihr zugeflossenen Teil des Nachlasses (häufig ist dort allerdings vom „gesamten Nachlass“ die Rede, was unzutreffend ist): Ihr fielen 639 Zeichnungen, 3627 Blatt Druckgrafik und 45 Gemälde zu. 
Gleichwohl sich bestimmungsgemäß die drei Institutionen gleichwertig Schenkungen aus dem Lahmannschen Nachlass auswählten, besaßen sie für Ankäufe kaum eigene Mittel. Der weitaus größte Bestand der Sammlung von Johann Friedrich Lahmann wurde demzufolge versteigert.